# L'appuntamento (programma televisivo)
L'appuntamento è stato un programma televisivo di varietà andato in onda per quattro puntate tra il 10 febbraio e il 3 marzo 1973 sul Programma Nazionale della Rai.

## Produzione
Scritto da Leo Chiosso e Gustavo Palazio per la regia di Antonello Falqui, il programma andava in onda alle 21:15, e rappresentò il ritorno alla conduzione in un varietà del sabato sera di Walter Chiari (affiancato da Ornella Vanoni), dopo la vicenda giudiziaria che lo vide coinvolto tre anni prima. Il programma aveva come argomento le varie forme di appuntamento, e si componeva di monologhi, scenette, balletti, fantasie musicali e medley.

## Caratteristiche
Lo studio televisivo dove veniva registrata la trasmissione era suddiviso in due parti: nella prima, più raccolta e a forma di quadrato composta da spalti come in uno stadio, Chiari conduceva lo spettacolo e si esibiva nei suoi monologhi; la seconda, composta da un palcoscenico dove era posizionata l'orchestra con passerella orizzontale bianca che suddivideva in due i posti per la platea degli spettatori, la Vanoni si esibiva in medley dei suoi successi e presentando brani nuovi (ad esempio Io, una donna) e si eseguiva la parte finale dello spettacolo, una versione di Felicibumta.
Nella parte dedicata al "bis", denominata "appuntamento bis" e ambientata in un palcoscenico, Chiari e la Vanoni ripresero i personaggi dei fratelli De Rege mentre la scenetta iniziale era recitata a tre personaggi, con la partecipazione tra gli altri di Mario Siletti e Carlo Campanini. Degni di nota anche i balletti coreografati da Don Lurio. All'inizio e alla metà della trasmissione venivano inquadrati un orologio a muro e un orologio da polso, con la voce fuori campo di Riccardo Paladini che annunciava l'inizio della trasmissione e il balletto.

## Sigle
La sigla iniziale era una rielaborazione orchestrale di Bruno Canfora di alcuni successi della Vanoni, compreso il famoso brano dal titolo omonimo. La sigla finale era Ma come ho fatto, cantata da Ornella Vanoni, dove Chiari compariva in filmati registrati a parte nelle vesti di personaggi immaginari (Lancillotto, Dracula, Amleto, Robin Hood, ecc.) rappresentanti delle tipologie di uomo del quale è innamorata la protagonista della canzone, incastrati nel testo del brano con effetto ironico.
Alcuni sketch del programma sono stati riproposti nelle puntate di Techetechete'. La piattaforma Rai Play nel dicembre 2021 ha reso disponibili in streaming le quattro puntate integrali.